# Izquierda y derecha en el Cosmos
Izquierda y derecha en el Cosmos: Simetría y asimetría frente a la teoría de la inversión del tiempo es la versión en español de The Ambidextrous Universe, un libro de divulgación científica de Martin Gardner acerca de temas relacionados con la simetría y la asimetría en la cultura humana, en la ciencia y en el universo. 
Publicado por primera vez en 1964, el original en inglés fue publicado nuevamente en 1969, en 1979, en 1990 y en el 2005 (las dos últimas se publicaron con la anotación: "Tercera edición, revisada"). Originalmente publicado con el título  The Ambidextrous Universe: Mirror Asymmetry and Time-Reversed Worlds, las ediciones posteriores en inglés se publicaron como The New Ambidextrous Universe: Symmetry and Asymmetry from Mirror Reflections to Superstrings. 

## Contenido
El libro comienza con el tema de los espejos, y de allí pasa al tema de la simetría en la  poesía, en las formas, en el arte, en la música, en las galaxias, en los soles, en los planetas y en la vida silvestre. Aborda luego la física a  escala molecular y cómo la simetría y la asimetría han evolucionado desde los inicios de la vida. Uno de los capítulos habla sobre el carbono y su versatilidad, y los últimos ocho capítulos versan sobre el denominado problema de Ozma.

## El problema de Ozma
El capítulo 18, "El problema de Ozma", plantea una situación que, según el autor, surgiría si la Tierra entrara en comunicación con vida de otro planeta a través del proyecto Ozma. Este problema consiste en la dificultad para comunicar la diferencia entre izquierda y derecha cuando a los dos comunicantes no les fuese posible ver ningún objeto en común. El problema lo planteó por vez primera Immanuel Kant en su discusión sobre la izquierda y la derecha, William James lo mencionó en su capítulo sobre "La percepción del espacio" en sus Principios de psicología (1890). También lo mencionó Charles Howard Hinton.
La solución al problema de Ozma la incluyó Chien-Shiung Wu en un experimento que implicaba el decaimiento beta del cobalto-60. Este experimento fue el primero que confirmó la  violación de la paridad. Sin embargo, Gardner añadió, en el último capítulo de su libro, que el problema de Ozma sólo puede resolverse en nuestra galaxia: debido a la naturaleza de la antimateria, una antigalaxia conseguiría el resultado opuesto a partir del experimento llevado a cabo por Wu.

## Referencia a Nabokov
En la edición original de 1964 de The Ambidextrous Universe, Gardner citó dos versos de un poema aparecido en la novela Pálido fuego (1962) de Vladimir Nabokov, supuestamente escritos por un poeta "John Shade", en realidad un autor ficticio. Como broma, Gardner acreditó las líneas únicamente a Shade e incluyó su nombre en el índice como si se tratara de una persona real. En su novela de 1969 Ada o el ardor, Nabokov devolvió el favor haciendo que el personaje Van Veen "citara" el libro de Gardner junto con las dos líneas del verso:
"Space is a swarming in the eyes, and Time a singing in the ears," dice John Shade, un poeta moderno, según cita el filósofo inventado Martin Gardiner [sic]) en The Ambidextrous Universe, p. 165 [sic].
Nabokov escribió mal el apellido de Gardner y citó mal el número de la página, quizá ambas cosas de manera intencional.